# 考古省
観光・考古省（かんこうこうこしょう）は、エジプトの中央省庁であり、エジプト考古学の推進と、歴史的な遺跡・遺産の保護・保全を目的とする。2019年に観光省と考古省が統合し、現在の組織となった。

## 歴史
1858年にムハンマド・アリー朝の第4代君主であるサイード・パシャが古物庁の設立を承認。1956年に駐留イギリス軍が撤退したことで古物庁は完全にエジプト政府機関となり、公共事業省、教育省、国家指導省、そして文化省の傘下に置かれた。1971年に古物庁はエジプト考古機関に再編され、1994年の大統領令第82号によって名称が考古最高評議会に変更された。
エジプトの古代遺産の保全や盗難のリスクに対処するため、2011年のムバラク大統領時代に考古最高評議会が文化省から独立し考古省となった。2019年12月に観光省と統合され観光・考古省となった。
考古省は長い年月をかけて、エジプトから盗み出された遺物の返還を働きかける活動を行ってきた。その結果、何千もの盗品がエジプトに返還された。2016年末には、2015年に盗まれたイスラム時代のランプ4点のうち2点の返還を成功させた。

## 歴代大臣
| 代                     | 肖像             | 氏名                               | 就任日           | 退任日           | 備考              |
| エジプト考古大臣       | エジプト考古大臣 | エジプト考古大臣                   | エジプト考古大臣 | エジプト考古大臣 | エジプト考古大臣  |
| ---------------------- | ---------------- | ---------------------------------- | ---------------- | ---------------- | ----------------- |
| 1                      |                  | ザヒ・ハワス                       | 2011年1月31日    | 2011年3月3日     | [ 4 ] [ 5 ] [ 6 ] |
| 1                      | 2011年4月5日     | ザヒ・ハワス                       | 2011年7月17日    |                  |                   |
| 2                      |                  | モハメド・イブラヒム・アルサイード | 2011年12月7日    | 2013年5月7日     |                   |
| 3                      |                  | アーメド・イッサ・アーメド         | 2013年5月7日     | 2013年7月8日     |                   |
| 4                      |                  | モハメド・イブラヒム・アルサイード | 2013年7月16日    | 2014年6月17日    |                   |
| 5                      |                  | マムドゥーフ・エルダマティ         | 2014年6月17日    | 2016年3月23日    | [ 7 ] [ 8 ]       |
| 6                      |                  | ハーリド・エルアナーニ             | 2016年3月23日    | 2019年12月22日   | [ 9 ]             |
| エジプト観光・考古大臣 |                  |                                    |                  |                  |                   |
| 1                      |                  | ハーリド・エルアナーニ             | 2019年12月22日   | 2022年8月13日    | [ 10 ]            |
| 2                      |                  | アーメド・イッサ                   | 2022年8月13日    | （現職）         |                   |

## 職務と目標
かつて大臣を務めたハーリド・エルアナーニは、最重要課題として観光・考古省の財政赤字の解消を挙げた。これは、予算が付かないため棚上げ状態となっているプロジェクトがあることを考慮したものである。